# Paide
Paide (německy Wittenstein nebo Weißenstein) je estonské statutární město ležící v samém středu země. Je správním centrem kraje Järvamaa.

## Dějiny

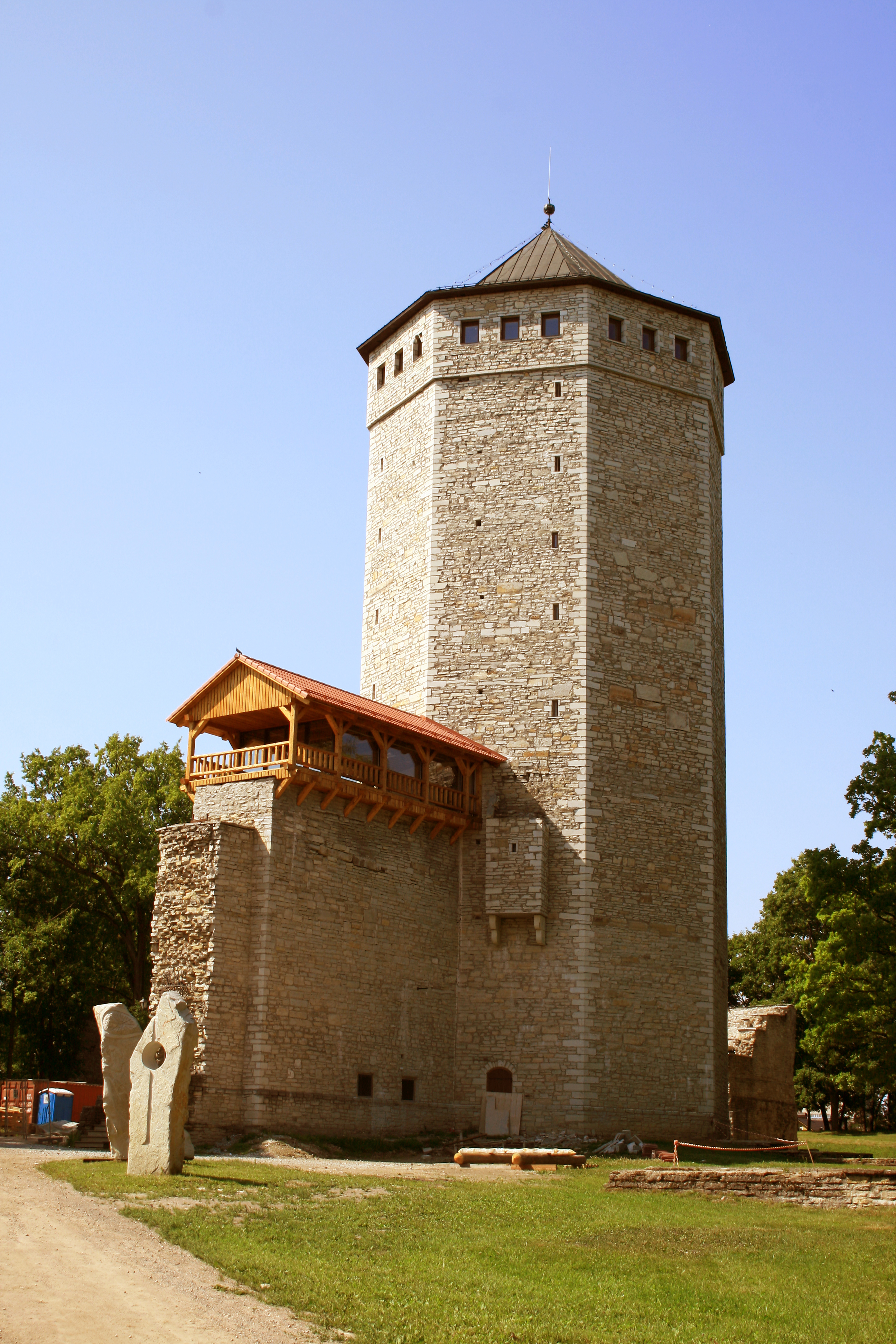
Strážní věž křižáckého hradu

První písemná známka o Paide pochází z roku 1265, kdy byla zahájena stavba zdejšího křižáckého hradu. Krátce poté, roku 1291 získává přilehlé podhradí městská práva. Během povstání roku 1343 se na hradě uskutečnilo klíčové vyjednávání, které ovšem neskončilo zdarem - vůdci povstalců byli úkladně zavražděni. Během livonské války bylo město několikrát obléháno ruskými, švédskými i polskými vojsky a v důsledku toho těžce poškozeno. Z těchto ran se Paide nevzpamatovalo a v roce 1636 ztratilo městská práva. Další ránu zasadila Paide severní válka, když se tudy roku 1703 přehnala ruská armáda. Po utichnutí válečné vřavy nastoupilo Paide pomalou cestu k rozvoji. Městská práva obdrželo zpět roku 1783. V následujícím období zažívá Paide rozkvět, staví se kostely, restauruje se hrad, roste průmysl a město se stává kulturním centrem celé oblasti.

## Turistika
Dominantou Paide je zřícenina křižáckého hradu s mohutnou osmibokou strážní věží. Věž ovšem není původní, neboť ta byla vyhozena do vzduchu ustupující rudou armádou roku 1941. K znovupostavení věže došlo roku 1993. Ve věži se nachází muzeum a je z ní krásný výhled do kraje. Za zmínku stojí též budovy na centrálním náměstí - kostel sv. Kříže z roku 1786 a radnice.

## Administrativní dělení
Statutární město Paide (jedna ze 79 samosprávných estonských obcí) sestává kromě samotného města z řady dalších sídel. Jedná se o městečko Roosna-Alliku a vesnice •	Allikjärve, Anna, Eivere, Esna, Kaaruka, Kihme, Kirila, Kirisaare, Kodasema, Koordi, Korba, Kriilevälja, Mustla, Mustla-Nõmme, Mäeküla, Mäo, Mündi, Nurme, Nurmsi, Oeti, Ojaküla, Otiku, Pikaküla, Prääma, Puiatu, Purdi, Sargvere, Seinapalu, Sillaotsa, Suurpalu, Sõmeru, Tarbja, Tännapere, Valasti, Valgma, Vedruka, Veskiaru, Viisu, Viraksaare, Võõbu. Rozloha statutárního města je 442,9 km², v roce 2020 mělo 10 463 obyvatel.

## Slavní rodáci
- Arvo Pärt, skladatel
- Carl Otto Johannes Hesse, misionář a vydavatel

## Partnerská města
- Annaberg-Buchholz, Německo
- Fredensborg-Humlebæk, Dánsko
- Håbo, Švédsko
- Hamina, Finsko
- Havířov, Česko
- Mazeikiai, Litva
- Perejaslav, Ukrajina
- Saldus, Lotyšsko
- Westminster, Maryland, USA